# Bamidbar (parashah)
Bamidbar, Bemidbar, BeMidbar, o B'midbar (ebraico: בְּמִדְבַּר — tradotto in italiano: "nel deserto", quinta parola e incipit di questa parashah) è la 34ª porzione settimanale della Torah (ebr. פָּרָשָׁה – parashah o anche parsha/parscià) nel ciclo annuale ebraico di letture bibliche dal Pentateuco, la prima nel Libro dei Numeri. Rappresenta il passo Numeri 1:1-4:20, che gli ebrei leggono generalmente in maggio o ai primi di giugno.
La parshah tratta del censimento e dei doveri dei sacerdoti.

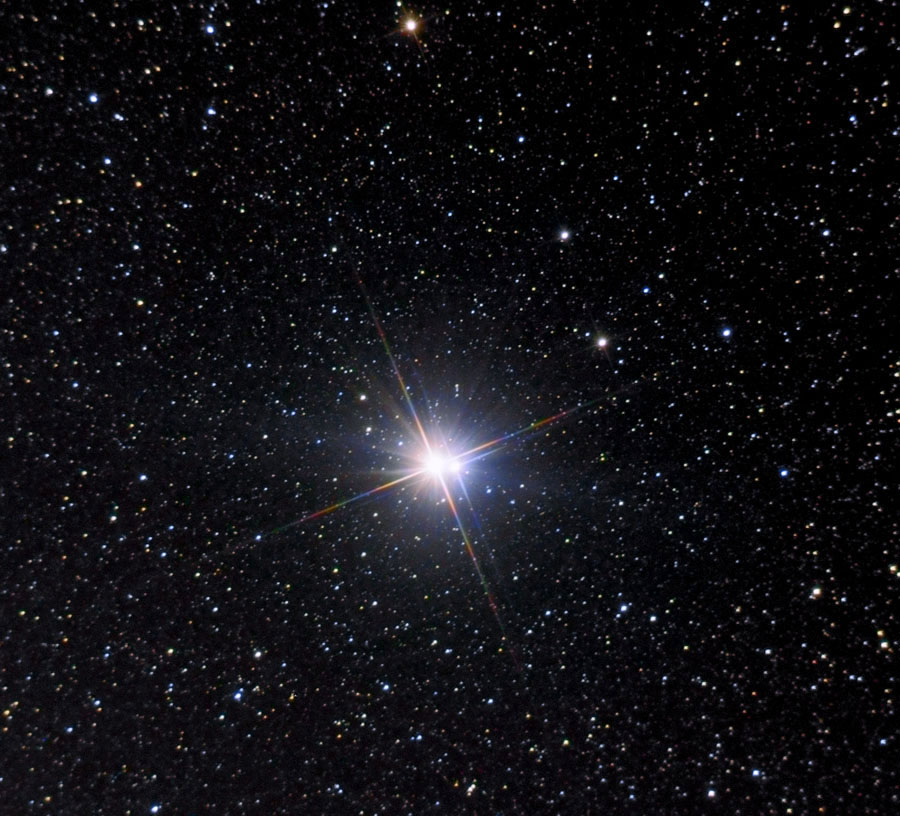
"Guarda in cielo e conta le stelle, se riesci a contarle" e soggiunse: "Tale sarà la tua discendenza"

## Riassunto
| Posizione per popolazione | Tribù     | Popolazione | Percentuale |
| ------------------------- | --------- | ----------- | ----------- |
| 1                         | Giuda     | 74.600      | 12,4        |
| 2                         | Dan       | 62.700      | 10,4        |
| 3                         | Simeone   | 59.300      | 9,8         |
| 4                         | Zabulon   | 57.400      | 9,5         |
| 5                         | Issachar  | 54.400      | 9,0         |
| 6                         | Neftali   | 53.400      | 8,8         |
| 7                         | Ruben     | 46.500      | 7,7         |
| 8                         | Gad       | 45,650      | 7,5         |
| 9                         | Aser      | 41.500      | 6,9         |
| 10                        | Efraim    | 40.500      | 6,7         |
| 11                        | Beniamino | 35.400      | 5,9         |
| 12                        | Manasse   | 32.200      | 5,3         |

### Censimento
Nel deserto, nel secondo mese del secondo anno dopo l'Esodo dall'Egitto, Dio ordinò a Mosè di fare il censimento degli israeliti maschi dai 20 anni in su, "tutti coloro che in Israele possono andare in guerra" (1:1-3). Il censimento indicò le seguenti popolazioni per tribù::
- Ruben: 46.500
- Simeone: 59.300
- Gad: 45.650
- Giuda: 74.600
- Issachar: 54.400
- Zabulon: 57.400
- Efraim: 40.500
- Manasse: 32.200
- Beniamino: 35.400
- Dan: 62.700
- Aser: 41.500
- Neftali: 53.400

in totale 603.550.
Dio disse a Mosè di non iscrivere i Leviti, ma di metterli a capo dei trasporti, dei montaggi, della cura e custodia del Tabernacolo e dei suoi accessori (Numeri 1:47-53). "Ogni estraneo che si avvicinerà sarà messo a morte" (Numeri 1:51)
|       |           |           | Nord           |           |          |     |
|       |           | Aser      | DAN            | Neftali   |          |     |
|       | Beniamino |           | Merari         |           | Issachar |     |
| Ovest | EFRAIM    | Ghereshon | IL TABERNACOLO | Sacerdoti | GIUDA    | Est |
|       | Manasse   |           | Keat           |           | Zabulon  |     |
|       |           | Gad       | RUBEN          | Simeone   |          |     |
|       |           |           | Sud            |           |          |     |

Dio disse a Mosè che gli Israeliti dovevano accamparsi per tribù come segue (Numeri 1:52-2:34):
- intorno al Tabernacolo: Levi
- di fronte, o lato est: Giuda, Issachar e Zabulon
- al sud: Ruben, Simeone e Gad
- all'ovest: Efraim, Manasse e Beniamino

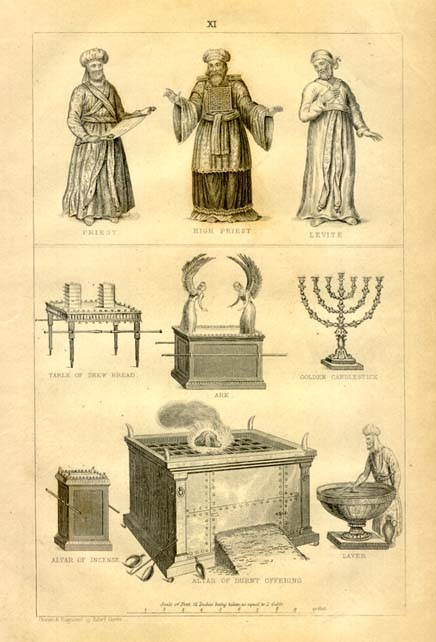
Sacerdote, Levita e arredi del Tabernacolo

- al nord: Dan, Aser e Neftali.

### Doveri sacerdotali
Dio ordinò a Mosè di mettere i Leviti a servire Aronne ed i sacerdoti. (Numeri 3:5-8). Dio poi disse:"Io ho scelto i leviti tra gli Israeliti al posto di ogni primogenito che nasce per primo dal seno materno tra gli Israeliti; i leviti saranno miei, perché ogni primogenito è mio. Quando io colpii tutti i primogeniti nel paese d'Egitto, io mi riservai in Israele tutti i primogeniti degli uomini e degli animali; essi saranno miei. Io sono il Signore." Dio inoltre ordinò a Mosè di censire i leviti secondo casati dei loro padri e delle loro famiglie, registrando tutti i maschi dall'età di un mese in su, e Mosè eseguì (Numeri 3:14-16). I leviti si suddivisero per casato, basandosi sui figli di Levi: Ghereshon, Keat e Merari.
| Posizione per popolazione | Divisione    | Popolazione | Percentuale |
| ------------------------- | ------------ | ----------- | ----------- |
| 1                         | Keatiti      | 8.600       | 38.6        |
| 2                         | Ghereshoniti | 7.500       | 33.6        |
| 3                         | Merariti     | 6.200       | 27.8        |
|                           | Totale       | 22.300      | 100.0       |

- I ghereshoniti, per un totale di 7.500, si accamparono dietro il Tabernacolo, a ovest, ed avevano la responsabilità del Tabernacolo stesso, della tenda, le sue coperture, il velo dell'entrata alla tenda, la parature del recinto, il velo dell'entrata che circondava il Tabernacolo, e l'altare.
- I keatiti, per un totale di 8.600, si accamparono al lato sud del Tabernacolo, ed erano responsabili dell'Arca dell'Alleanza, della tavola, candelabro, altari, arredi sacri e velo.
- I merariti, per un totale di 6.200, si accamparono al lato nord del Tabernacolo, con la responsabilità delle stanghe del Tabernacolo, le sue colonne e le loro basi, tutti i suoi arredi e quanto si riferiva al suo impianto, le colonne del recinto tutto intorno, le loro basi, i loro picchetti e le loro corde.
- Mosè, Aronne e i figli di Aronne si accamparono di fronte al Tabernacolo, a est.

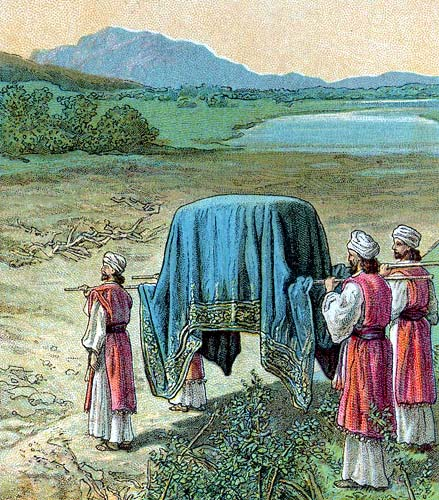
Trasporto dell'Arca dell'Alleanza (illustrazione da figurina biblica pubblicata negli anni 1896–1913 da Providence Lithograph Company)

Il numero totale dei leviti ammontò a 22.000. (Numeri 3:39). Dio istruì Mosè affinché censisse ogni maschio primogenito degli Israeliti da un mese di età in su, ed il totale venne a 22.273 (Numeri 3:40-43). Dio disse a Mosè di prendere i leviti invece di tutti i primogeniti degli Israeliti e il bestiame dei leviti invece del loro bestiame (Numeri 3:44-45). E per riscattare i 273 primogeniti Israeliti che oltrepassavano il numero dei leviti, Dio disse a Mosè di prendere cinque sicli a testa e di dare il denaro ai sacerdoti (Numeri 3:46-51). Poi Dio ordinò a Mosè e Aronne di fare un censimento separato dei keatiti tra l'età di 30 e 50 anni, che facevano parte di una schiera e prestavano la loro opera nella Tenda del Convegno (Numeri 4:1-3). I keatiti avevano la responsabilità degli oggetti più sacri (Numeri 4:4). Quando il campo si sarebbe dovuto muovere, Aronne e i suoi figli dovevano sporstare l'Arca, smontare il velo della cortina, la tavola dell'offerta, il candelabro e le tazze di libazione e coprire il tutto con pelli e drappi (Numeri 4:5-14). Slo quando Aronne e i suoi figli avessero finito di coprire gli oggetti sacri, allora i keatiti avrebbero dovuto trasportare quelle cose, ma senza toccare le cose sante, altrimenti sarebbero morti (Numeri 4:15). Eleazar figlio di Aronne, aveva la responsabilità dell'olio per il candelabro, del profumo aromatico dell'offerta perenne e dell'olio dell'unzione e la sorveglianza di tutto il Tabernacolo e di quanto conteneva, del santuario e dei suoi arredi (Numeri 4:16). Dio incaricò Mosè e Aronne di fare attenzione a prevenire la morte dei keatiti, rendendosi sicuri che non entrassero nel santuario e assistessero al suo smantellamento, poiché in tal caso sarebbero morti (4:17-20).

## Interpretazione intrabiblica
Tre volte in questa parshah la Torah elenca le tribù e ogni volta le elenca in ordine differente:
|                | 1     | 2        | 3       | 4        | 5        | 6       | 7       | 8         | 9         | 10   | 11   | 12      |
| -------------- | ----- | -------- | ------- | -------- | -------- | ------- | ------- | --------- | --------- | ---- | ---- | ------- |
| Numeri 1:1-5   | Ruben | Simeone  | Giuda   | Issachar | Zabulon  | Efraim  | Manasse | Beniamino | Dan       | Aser | Gad  | Neftali |
| Numeri 1:20-43 | Ruben | Simeone  | Gad     | Giuda    | Issachar | Zabulon | Efraim  | Manasse   | Beniamino | Dan  | Aser | Neftali |
| Numeri 2:3-31  | Giuda | Issachar | Zabulon | Ruben    | Simeone  | Gad     | Efraim  | Manasse   | Beniamino | Dan  | Aser | Neftali |

## Interpretazione rabbinica classica
|  |  |        |        |        |        |        |        |  |  |        |        |        |        |        |        |  |  |      |      |      |      |      |      |  |  |      |      |      |      |      |      |  |  |       |       |       |       |       |       |  |  |       |       |       |       |        |        |        |        |        |        |        |        |        |        |  |  |          |          |          |          |          |          |  |  |       |       |       |       |       |       |  |  |  |  |  |  |  |  |  |  |  |  |  |  |  |  |
|  |  |        |        |        |        |        |        |  |  |        |        |        |        |        |        |  |  |      |      |      |      |      |      |  |  |      |      |      |      |      |      |  |  | Levi  |       |       |       |       |       |  |  |       |       |       |       |        |        |        |        |        |        |        |        |        |        |  |  |          |          |          |          |          |          |  |  |       |       |       |       |       |       |  |  |  |  |  |  |  |  |  |  |  |  |  |  |  |  |
|  |  |        |        |        |        |        |        |  |  |        |        |        |        |        |        |  |  |      |      |      |      |      |      |  |  |      |      |      |      |      |      |  |  |       |       |       |       |       |       |  |  |       |       |       |       |        |        |        |        |        |        |        |        |        |        |  |  |          |          |          |          |          |          |  |  |       |       |       |       |       |       |  |  |  |  |  |  |  |  |  |  |  |  |  |  |  |  |
|  |  |        |        |        |        |        |        |  |  |        |        |        |        |        |        |  |  |      |      |      |      |      |      |  |  |      |      |      |      |      |      |  |  | Keat  |       |       |       |       |       |  |  |       |       |       |       |        |        |        |        |        |        |        |        |        |        |  |  |          |          |          |          |          |          |  |  |       |       |       |       |       |       |  |  |  |  |  |  |  |  |  |  |  |  |  |  |  |  |
|  |  |        |        |        |        |        |        |  |  |        |        |        |        |        |        |  |  |      |      |      |      |      |      |  |  |      |      |      |      |      |      |  |  |       |       |       |       |       |       |  |  |       |       |       |       |        |        |        |        |        |        |        |        |        |        |  |  |          |          |          |          |          |          |  |  |       |       |       |       |       |       |  |  |  |  |  |  |  |  |  |  |  |  |  |  |  |  |
|  |  |        |        |        |        |        |        |  |  |        |        |        |        |        |        |  |  |      |      |      |      |      |      |  |  |      |      |      |      |      |      |  |  |       |       |       |       |       |       |  |  |       |       |       |       |        |        |        |        |        |        |        |        |        |        |  |  |          |          |          |          |          |          |  |  |       |       |       |       |       |       |  |  |  |  |  |  |  |  |  |  |  |  |  |  |  |  |
|  |  |        |        |        |        |        |        |  |  |        |        |        |        |        |        |  |  |      |      |      |      |      |      |  |  |      |      |      |      |      |      |  |  |       |       |       |       |       |       |  |  |       |       |       |       |        |        |        |        |        |        |        |        |        |        |  |  |          |          |          |          |          |          |  |  |       |       |       |       |       |       |  |  |  |  |  |  |  |  |  |  |  |  |  |  |  |  |
|  |  |        |        |        |        |        |        |  |  | Amram  | Amram  | Amram  | Amram  | Amram  | Amram  |  |  |      |      |      |      |      |      |  |  |      |      |      |      |      |      |  |  | Isear | Isear | Isear | Isear | Isear | Isear |  |  |       |       |       |       | Hebron | Hebron | Hebron | Hebron | Hebron | Hebron |        |        |        |        |  |  | Uzziel   | Uzziel   | Uzziel   | Uzziel   | Uzziel   | Uzziel   |  |  |       |       |       |       |       |       |  |  |  |  |  |  |  |  |  |  |  |  |  |  |  |  |
|  |  |        |        |        |        |        |        |  |  | Amram  | Amram  | Amram  | Amram  | Amram  | Amram  |  |  |      |      |      |      |      |      |  |  |      |      |      |      |      |      |  |  | Isear | Isear | Isear | Isear | Isear | Isear |  |  |       |       |       |       | Hebron | Hebron | Hebron | Hebron | Hebron | Hebron |        |        |        |        |  |  | Uzziel   | Uzziel   | Uzziel   | Uzziel   | Uzziel   | Uzziel   |  |  |       |       |       |       |       |       |  |  |  |  |  |  |  |  |  |  |  |  |  |  |  |  |
|  |  |        |        |        |        |        |        |  |  |        |        |        |        |        |        |  |  |      |      |      |      |      |      |  |  |      |      |      |      |      |      |  |  |       |       |       |       |       |       |  |  |       |       |       |       |        |        |        |        |        |        |        |        |        |        |  |  |          |          |          |          |          |          |  |  |       |       |       |       |       |       |  |  |  |  |  |  |  |  |  |  |  |  |  |  |  |  |
|  |  |        |        |        |        |        |        |  |  |        |        |        |        |        |        |  |  |      |      |      |      |      |      |  |  |      |      |      |      |      |      |  |  |       |       |       |       |       |       |  |  |       |       |       |       |        |        |        |        |        |        |        |        |        |        |  |  |          |          |          |          |          |          |  |  |       |       |       |       |       |       |  |  |  |  |  |  |  |  |  |  |  |  |  |  |  |  |
|  |  | Miriam | Miriam | Miriam | Miriam | Miriam | Miriam |  |  | Aronne | Aronne | Aronne | Aronne | Aronne | Aronne |  |  | Mosè | Mosè | Mosè | Mosè | Mosè | Mosè |  |  | Core | Core | Core | Core | Core | Core |  |  | Nefeg | Nefeg | Nefeg | Nefeg | Nefeg | Nefeg |  |  | Zicri | Zicri | Zicri | Zicri | Zicri  | Zicri  |        |        | Misael | Misael | Misael | Misael | Misael | Misael |  |  | Elisafan | Elisafan | Elisafan | Elisafan | Elisafan | Elisafan |  |  | Sitri | Sitri | Sitri | Sitri | Sitri | Sitri |  |  |  |  |  |  |  |  |  |  |  |  |  |  |  |  |
|  |  | Miriam | Miriam | Miriam | Miriam | Miriam | Miriam |  |  | Aronne | Aronne | Aronne | Aronne | Aronne | Aronne |  |  | Mosè | Mosè | Mosè | Mosè | Mosè | Mosè |  |  | Core | Core | Core | Core | Core | Core |  |  | Nefeg | Nefeg | Nefeg | Nefeg | Nefeg | Nefeg |  |  | Zicri | Zicri | Zicri | Zicri | Zicri  | Zicri  |        |        | Misael | Misael | Misael | Misael | Misael | Misael |  |  | Elisafan | Elisafan | Elisafan | Elisafan | Elisafan | Elisafan |  |  | Sitri | Sitri | Sitri | Sitri | Sitri | Sitri |  |  |  |  |  |  |  |  |  |  |  |  |  |  |  |  |

Una Midrash insegna che Cora si lamentò con Mosè in Numeri 16:1 perché quest'ultimo aveva nominato (come riporta Numeri 3:30) Elisafan figlio di Uzziel quale capo dei Keatiti, e Core era (come riporta Esodo 6:21) figlio di Isear, fratello maggiore di Uzziel, e quindi aveva un diritto di comando prima di Elisafan (Midrash Tanhuma Korah 1.)

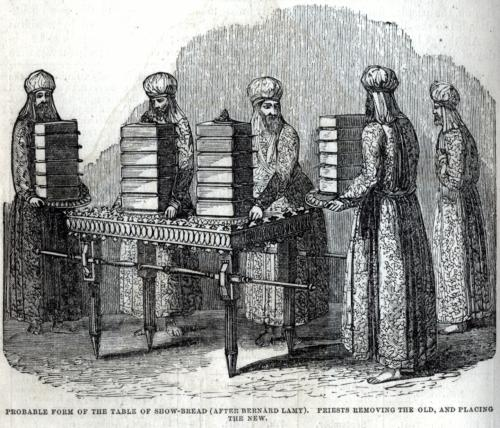
Sacerdoti che rinnovano i pani dell'offerta, la cui tavola era responsabilità dei keatiti (illustrazione del XIX secolo)

## Comandamenti
Secondo Maimonide e lo Sefer ha-Chinuch, non ci sono comandamenti (mitzvot) in questa parshah.

## Maqam settimanale
Nella Maqam settimanale, gli ebrei sefarditi ogni settimana basano i loro canti del servizio religioso sul contenuto della rispettiva parashah settimanale. Per la Parashah Bamidbar, gli sefarditi usano la Maqam Rast, una maqam che esprime un cominciamento, l'inizio di qualcosa. Tale maqam è appropriata perché questa parashah inizia il Libro dei Numeri. Nel caso frequente che questa parshah preceda la festività di Shavuot, allora la maqam usata è la Hoseni, maqam che simbolizza la bellezza di ricevere la Torah.

## Haftarah

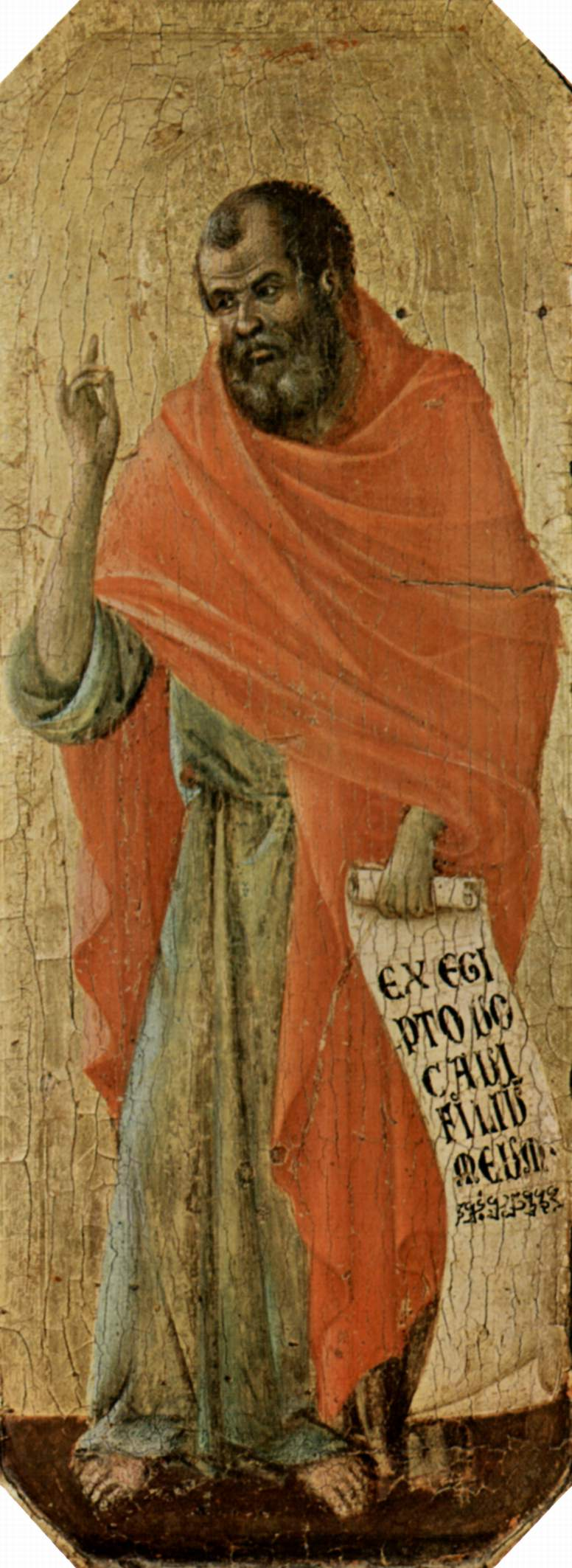
Osea (dipinto del Duomo di Siena

### Generalmente
La haftarah della parshah è Osea 2:1-22. Sia la parshah che la haftarah espongono i numeri di Israele, la parshah nel censimento (in Numeri 1:1-2:34), e la haftarah con riferimento ai numeri "come la sabbia del mare" (Osea 2:1). Entrambe collocano Israele nel deserto (midbar).

### Shabbat Machar Chodesh
Quando la parshah Bamidbar coincide con lo Shabbat Machar Chodesh (come è successo nel 2009), la parshah è 1 Samuele 20:18-42.

## Riferimenti
La parshah ha paralleli o viene discussa nelle seguenti fonti (HE, EN, IT, DE) :

### Antichi
- Shu-Ilishu. Ur, XX secolo p.e.v. Ristampato su Douglas Frayne, "Shu-ilishu", in The Context of Scripture, Volume II: Monumental Inscriptions from the Biblical World. Curato da William W. Hallo. New York: Brill, 2000. ISBN 90-04-10618-9. (standard).

### Biblici
- Esodo 6:23[39] (Nahshon figlio di Amminadab); Esodo 13:1-2[40] (primogenito); Esodo 13:12-13[41] (primogenito); Esodo 22:28-29[42] (primogenito); Esodo 30:11-16[43] (siclo di espiazione).

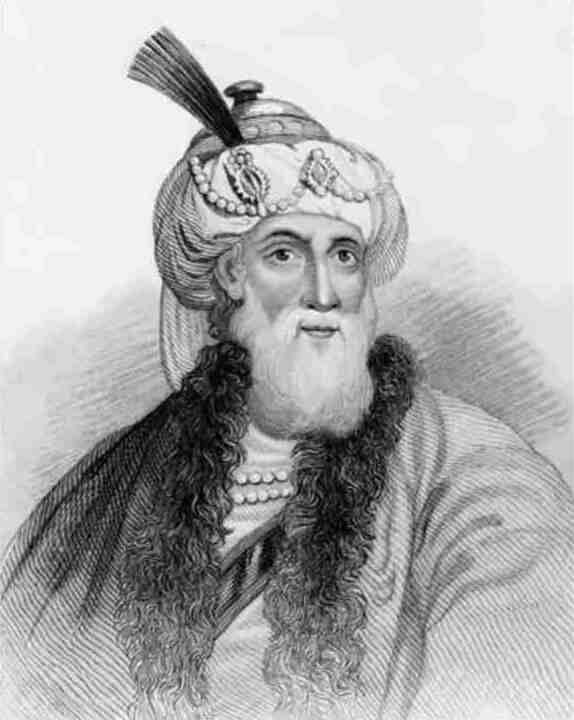
Flavio Giuseppe

- Numeri 18:15-18[44] (primogenito); 26:1–65 (censimento).
- Deuteronomio 15:19-23[45] (primogenito); Deuteronomio 33:6[46] (numeri di Ruben).
- 2Samuele24:1-25 2Samuele24:1-25[47]
- Geremia 2:2[48] (nel deserto); Geremia 31:8[49] (primogenito).
- Ezechiele 1:10[50] (su quattro lati).
- Osea 2:16[51] (deserto).
- Salmi Salmi 60:9[52] (Manasse, Efraim, Giuda); Salmi 78:67-68[53] (Efraim, Giuda); Salmi 68:28[54] (Beniamino, Giuda, Zabulon, Neftali); Salmi 80:3[55] (Efraim, Beniamino, Manasse); Salmi 119:6[56] (obbedire i comandamenti); Salmi 141:2[57] (incenso); Salmi 144:1[58] (capace di andare in guerra).
- Rut 4:18-21[59] (Nahshon figlio di Amminadab).
- 1 Cronache 27:1-24[60].

### Non rabbinici
- Filone d'Alessandria. Who Is the Heir of Divine Things? 24:124. Alessandria d'Egitto, inizi I secolo e.v. Rist. su The Works of Philo: Complete and Unabridged, New Updated Edition. Trad. (EN)  di Charles Duke Yonge, p. 286. Peabody, Massachusetts: Hendrickson Pub., 1993. ISBN 0-943575-93-1.
- Flavio Giuseppe, Antichità giudaiche 3:12:4. Archiviato il 9 agosto 2012 in Internet Archive. Circa 93–94. Rist. su The Works of Josephus: Complete and Unabridged, New Updated Edition. Trad. (EN)  di William Whiston, p. 98. Peabody, Massachusetts: Hendrickson Pub., 1987. ISBN 0-913573-86-8.

### Rabbinici classici
- Mishnah: Sanhedrin 9:6; Zevachim 14:4; Menachot 11:5; Bekhorot 1:1–9:8. Land of Israel, circa 200 CE. Reprinted in, e.g., The Mishnah: A New Translation. Trad. (EN)  di Jacob Neusner, 604, 731, 757, 788, 790. New Haven: Yale University Press, 1988. ISBN 0-300-05022-4.
- Tosefta: Megillah 3:22; Sotah 7:17, 11:20; Bekhorot 1:1. Terra d'Israele, circa 300 e.v. Rist. su The Tosefta: Translated from the Hebrew, with a New Introduction. Trad. (EN)  di Jacob Neusner, 1:538, 650, 864, 882; 2:1469. Peabody, Massachusetts: Hendrickson Pub., 2002. ISBN 1-56563-642-2.
- Talmud gerosolimitano: Bikkurim 11b; Yoma 31a; Megillah 15b, 17b. Terra d'Israele, circa 400 e.v. Rist. su Talmud Yerushalmi. Cur. da Chaim Malinowitz, Yisroel Simcha Schorr, e Mordechai Marcus, voll. 12, 21, 26. Brooklyn: Mesorah Publications, 2007–2012.
- Mekhilta di Rabbi Ishmael, Pisha 3, 5; Amalek 4; Bahodesh 1. Terra d'Israele, tardo IV secolo. Rist. su Mekhilta According to Rabbi Ishmael. Trad. (EN)  di Jacob Neusner, 1:22, 30; 2:36, 41. Atlanta: Scholars Press, 1988. ISBN 1-55540-237-2. Anche Mekhilta de-Rabbi Ishmael. Trad. di Jacob Z. Lauterbach, 1:18, 25; 2:289–90. Philadelphia: Jewish Publication Society, 1933, rist. 2004. ISBN 0-8276-0678-8.
- Mekhilta de-Rabbi Shimon 16:1; 19:2; 47:2; 48:1; 57:1, 3; 76:4; 83:1. Terra d'Israele, V secolo. Rist. su Mekhilta de-Rabbi Shimon bar Yohai. Trad. di W. David Nelson, 54, 75, 211–12, 255, 258, 355, 375. Philadelphia: Jewish Publication Society, 2006. ISBN 0-8276-0799-7.
- Genesi Rabbah 7:2; 53:13; 55:6; 64:8; 94:9; 97 (NV); 97 (MSV); 97:5. Terra d'Israele, V secolo. Rist. su Midrash Rabbah: Genesis. Trad. (EN)  di H. Freedman & Maurice Simon, 1:50, 472, 486; 2:578, 876, 898, 934, 942. Londra: Soncino Press, 1939. ISBN 0-900689-38-2.

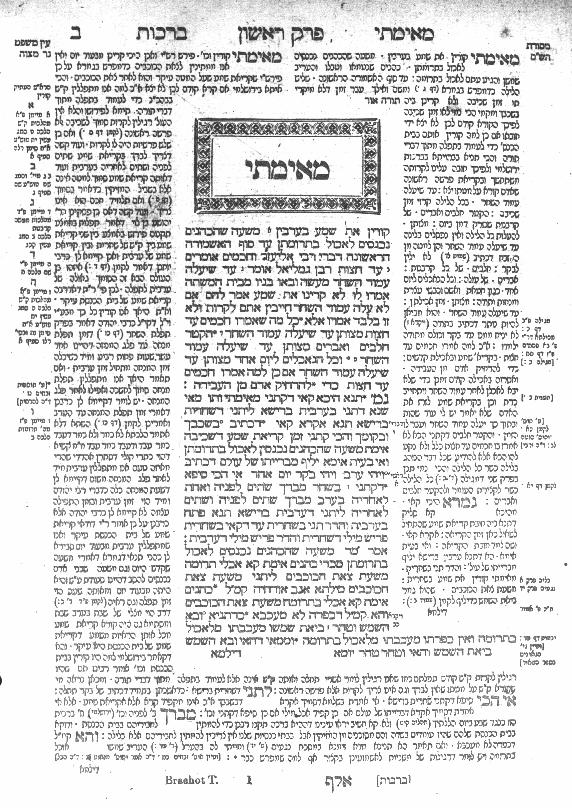
Talmud

- Talmud babilonese: Shabbat 31a, 92a, 116a; Pesachim 6b; Yoma 54a, 58a; Chagigah 25a; Yevamot 64a; Nedarim 55a; Nazir 45a, 49a; Kiddushin 69a; Bava Batra 109b, 121b; Sanhedrin 16b–17a, 19b, 36b, 81b, 82b; Makkot 12b, 15a, 24b; Shevuot 15a; Horayot 6b; Zevachim 55a, 61b, 116b, 119b; Menachot 28b, 37b, 95a, 96a; Chullin 69b; Bekhorot 2a, 3b–5a, 13a, 47a, 49a, 51a; Arakhin 11b, 18b; Tamid 26a. Babilonia, VI secolo. Rist. su Talmud Bavli. Curato da Yisroel Simcha Schorr, Chaim Malinowitz, e Mordechai Marcus, 72 voll. Brooklyn: Mesorah Pubs., 2006.
- Pesikta de-Rav Kahana 2:8, 4:3, 7:5, 26:9–10. VI-VII secolo. Rist. su Pesikta de-Rab Kahana: R. Kahana's Compilation of Discourses for Sabbaths and Festal Days. Trad. di William G. Braude & Israel J. Kapstein, 33, 70, 144, 404–06. Philadelphia: Jewish Publication Society, 1975. ISBN 0-8276-0051-8. Anche Pesiqta deRab Kahana: An Analytical Translation and Explanation. Trad. di Jacob Neusner, 1:27, 56, 116; 2:136–37. Atlanta: Scholars Press, 1987. ISBN 1-55540-072-8 & ISBN 1-55540-073-6.

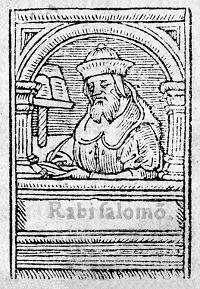
Rashi

### Medievali
- Saadya Gaon. Emunoth ve-Deoth, 2:10, 12. Baghdad, Baboilonia, 933. Trad. (EN)  di Samuel Rosenblatt, 118, 128. New Haven: Yale University Press, 1948. ISBN 0-300-04490-9.
- Rashi. Commentario. Numbers 1–4. Troyes, Francia, tardo XI secolo. Rist. su Rashi, The Torah: With Rashi's Commentary Translated, Annotated, and Elucidated. Trad. (EN)  e note di Yisrael Isser Zvi Herczeg, vol. 4, 1–33. Brooklyn: Mesorah Publications, 1997. ISBN 0-89906-029-3.
- Yehuda Halevi. Kuzari. 2:26. Toledo, Spagna, 1130–1140. Rist. su Jehuda Halevi, Kuzari: An Argument for the Faith of Israel. Introd. di Henry Slonimsky, 105. New York: Schocken, 1964. ISBN 0-8052-0075-4.
- Numeri Rabbah 1:1–5:9; 6:2–3, 5–7, 11; 7:2–3; 9:14; 10:1; 12:15–16; 13:5; 14:3–4, 14, 19; 15:17; 18:2–3, 5; 19:3; 21:7. XII secolo. Rist. su Midrash Rabbah: Numbers. Trad. (EN)  di Judah J. Slotki, 5:1–156, 160, 162, 166, 168–71, 177, 180–82, 268–69, 335; 6:486, 489, 515, 573, 584, 627, 633, 662, 708, 710–11, 714, 753, 834. Londra: Soncino Press, 1939. ISBN 0-900689-38-2.
- Maimonide. Guida dei perplessi, 3:24. Cairo, Egitto, 1190. Rist. su Moses Maimonides, The Guide for the Perplexed. Trad. (EN)  di Michael Friedländer, 305. New York: Dover Publications, 1956. ISBN 0-486-20351-4. (deserto).
- Zohar 1:130a, 200a; 2:85a; 3:57a, 117a–121a, 177b. Spagna, tardo XIII secolo. Rist. su The Zohar. Trad. (EN)  di Harry Sperling & Maurice Simon. 5 voll. Londra: Soncino Press, 1934.

### Moderni
- Louis Ginzberg. Legends of the Jews, 3:219–38. Philadelphia: Jewish Publication Society, 1911.
- Robert F. Kennedy. "Remarks at the University of Kansas", 18 marzo 1968. Archiviato l'8 giugno 2009 in Internet Archive. Rist. su Maxwell Taylor Kennedy. Make Gentle the Life of This World: The Vision of Robert F. Kennedy, 21. Broadway, 1998. ISBN 0-7679-0371-4. (Si può giudicare un popolo dai suoi numeri?)
- Jacob Milgrom. The JPS Torah Commentary: Numbers: The Traditional Hebrew Text with the New JPS Translation, 3–29, 335–44. Philadelphia: Jewish Publication Society, 1990. ISBN 0-8276-0329-0.
- Baruch Levine. Numbers 1–20, 4:125–78. New York: Anchor Bible, 1993. ISBN 0-385-15651-0.
- Mary Douglas. In the Wilderness: The Doctrine of Defilement in the Book of Numbers, xviii, 97, 99–100, 103, 109–10, 120, 123, 127–31, 133, 137–38, 174, 179–80, 207, 246. Oxford: Oxford University Press, 1993. ISBN 0-19-924541-X.
- Gerald Skolnik. "Should There Be a Special Ceremony in Recognition of a First-Born Female Child?" New York: Rabbinical Assembly, 1993. YD 305:1.1993. Rist. su Responsa: 1991–2000: The Committee on Jewish Law and Standards of the Conservative Movement. Cur. da Kassel Abelson & David J. Fine, 163–65 New York: Rabbinical Assembly, 2002. ISBN 0-916219-19-4.
- Elliot N. Dorff. "Artificial Insemination, Egg Donation and Adoption." New York: Rabbinical Assembly, 1994. EH 1:3.1994. Rist. su Responsa: 1991–2000: The Committee on Jewish Law and Standards of the Conservative Movement. Cur. da Kassel Abelson & David J. Fine, 461, 497. New York: Rabbinical Assembly, 2002. ISBN 0-916219-19-4. (implicazioni della definizione di primogenito per la madre di un figlio nato da seminazione artificiale).
- Mayer Rabinowitz. "Women Raise Your Hands." New York: Rabbinical Assembly, 1994. OH 128:2.1994a. Rist. su Responsa: 1991–2000: The Committee on Jewish Law and Standards of the Conservative Movement. Cur. da Kassel Abelson & David J. Fine, 9–12. New York: Rabbinical Assembly, 2002. ISBN 0-916219-19-4. (implicazioni di riscatto del primogenito per la partecipazione delle donne nella benedizione sacerdotale).
- Suzanne A. Brody. "Census." In Dancing in the White Spaces: The Yearly Torah Cycle and More Poems, 93. Shelbyville, Kentucky: Wasteland Press, 2007. ISBN 1-60047-112-9.
- Esther Jungreis. Life Is a Test, 184–85. Brooklyn: Shaar Press, 2007. ISBN 1-4226-0609-0.

### Testi
- Haftarah di Bemidbar, su torah.it (audio)
- "Parashat Bemidbar", su torah.it
- Testo Masoretico e traduzione JPS 1917, su mechon-mamre.org. URL consultato il 5 marzo 2013 (archiviato dall'url originale il 14 maggio 2012).
- Parshah cantata, su Bible.ort.org.
- Parshah in ebraico, su mechon-mamre.org.

### Commentari
- Academy for Jewish Religion, California, su ajrca.org. URL consultato il 5 marzo 2013 (archiviato dall'url originale il 17 marzo 2012).
- Academy for Jewish Religion, New York, su ajrsem.org.
- Aish.com. URL consultato il 5 marzo 2013 (archiviato dall'url originale il 17 marzo 2013).
- American Jewish University, su judaism.ajula.edu (archiviato dall'url originale il 18 marzo 2012).
- Anshe Emes Synagogue, Los Angeles, su anshe.org. URL consultato il 5 marzo 2013 (archiviato dall'url originale il 1º novembre 2012).
- Bar-Ilan University, su biu.ac.il.
- Chabad.org.
- eparsha.com.
- G-dcast, su g-dcast.com. URL consultato il 5 marzo 2013 (archiviato dall'url originale il 20 marzo 2013).
- The Israel Koschitzky Virtual Beit Midrash, su vbm-torah.org. URL consultato il 9 giugno 2011 (archiviato dall'url originale il 9 giugno 2011).
- Jewish Theological Seminary (XML), su jtsa.edu. URL consultato il 5 marzo 2013 (archiviato dall'url originale l'11 marzo 2013).
- Miriam Aflalo, su mishpacha.com. URL consultato il 5 marzo 2013 (archiviato dall'url originale il 6 aprile 2012).
- MyJewishLearning.com. URL consultato il 5 marzo 2013 (archiviato dall'url originale il 25 settembre 2008).
- Ohr Sameach, su ohr.edu.
- Orthodox Union, su ou.org.
- OzTorah, Torah from Australia, su oztorah.com.
- Oz Ve Shalom — Netivot Shalom, su netivot-shalom.org.il. URL consultato il 24 giugno 2010 (archiviato dall'url originale il 24 giugno 2010).
- Pardes from Jerusalem, su pardes.org.il. URL consultato il 5 marzo 2013 (archiviato dall'url originale il 14 marzo 2012).
- Rabbi Dov Linzer, su rabbidovlinzer.blogspot.com.
- RabbiShimon.com. URL consultato il 5 marzo 2013 (archiviato dall'url originale il 16 marzo 2012).
- Rav Pam, su myvirtualpaper.com. URL consultato il 18 giugno 2015 (archiviato dall'url originale il 9 luglio 2015).
- Rabbi Shlomo Riskin, su ohrtorahstone.org.il. URL consultato il 21 agosto 2011 (archiviato dall'url originale il 21 agosto 2011).
- Rabbi Shmuel Herzfeld, su rabbishmuel.com. URL consultato il 5 marzo 2013 (archiviato dall'url originale l'11 marzo 2013).
- Reconstructionist Judaism, su www4.jrf.org. URL consultato il 25 settembre 2011 (archiviato dall'url originale il 16 febbraio 2006).
- Sephardic Institute, su judaic.org. URL consultato il 5 marzo 2013 (archiviato dall'url originale il 26 luglio 2011).
- Shiur.com.
- 613.org Jewish Torah Audio, su 613.org. URL consultato il 9 giugno 2011 (archiviato dall'url originale il 9 giugno 2011).
- Tanach Study Center, su tanach.org.
- Torah from Dixie, su tfdixie.com. URL consultato il 5 marzo 2013 (archiviato dall'url originale il 5 giugno 2013).
- Torah.it, su archivio-torah.it.
- Torah.org.
- TorahVort.com.
- Union for Reform Judaism, su urj.org. URL consultato il 5 marzo 2013 (archiviato dall'url originale il 18 giugno 2009).
- United Hebrew Congregations of the Commonwealth, su chiefrabbi.org. URL consultato il 5 marzo 2013 (archiviato dall'url originale il 10 aprile 2012).
- United Synagogue of Conservative Judaism, su uscj.org. URL consultato il 5 marzo 2013 (archiviato dall'url originale il 14 agosto 2012).
- What's Bothering Rashi?, su shemayisrael.com.
- Yeshiva University, su yutorah.org. URL consultato il 5 marzo 2013 (archiviato dall'url originale il 18 dicembre 2019).
- Yeshivat Chovevei Torah, su yctorah.org.